# Yildun
Yildun (Delta Ursae Minoris / UMi δ / δ Ursae Minoris / 23 UMI) è una stella nella costellazione dell'Orsa Minore. Il nome tradizionale Yildun (scritto anche Vildiur, Jildun, Gildun, e Yilduz) deriva dal turco yıldız cioè "stella".

## Osservazione
Si tratta di una stella situata nell'emisfero celeste boreale. La sua posizione è fortemente boreale e ciò comporta che la stella sia osservabile prevalentemente dall'emisfero nord, dove si presenta circumpolare da gran parte delle regioni temperate; Essendo di magnitudine 4,35, la si può osservare anche dai piccoli centri urbani senza difficoltà, sebbene un cielo non eccessivamente inquinato sia maggiormente indicato per la sua individuazione. Si trova a 183 anni luce di distanza.
Yildun si trova a soli 3,5 ° dal polo nord celeste, se non esistesse Polaris (α Ursae minoris) questa stella potrebbe essere utilizzata come Stella Polare.

## Caratteristiche
Yildun è una stella bianca di sequenza principale, di classe spettrale A1vn, con una magnitudine apparente di +4,35 e una magnitudine assoluta di +0,61.
Possiede una temperatura superficiale di 9000 K, una luminosità 47 volte superiore a quella del Sole e un raggio 2,8 volte quello solare.
Questa stella possiede una velocità di rotazione pari a 174 km/s, molto più alta di quella del Sole (che è di 26 giorni), completando una rotazione completa in 19 ore; a causa di questa elevata velocità di rotazione le righe spettrali risultano sfocate.